# 小堀泰巖
小堀 泰巖（こぼり たいがん、1943年4月13日 - ）は、日本の臨済宗の僧。俗姓は小堀。法諱は宗運（そううん）。
師の例にならい、室号は用いない。2024年時点では臨済宗建仁寺派管長を務める。

## 来歴
滋賀県長浜市出身。滋賀県長浜市に近江孤峰庵住職の小堀定泰の長男として生まれた。
大徳寺派の廣徳寺（東京都練馬区）住職、福富以清のもとに預けられ、小僧生活を送る。同年同時期、後に大徳寺派第15代管長となる高田明浦も廣徳寺の門を叩いて入門しており、ともに幼少期を過ごす。大正大学仏教学部を卒業した。
1966年、鎌倉の建長僧堂に掛搭する。湊素堂に師事し、参禅弁道の修行生活を過ごす。
1980年、素堂が京都建仁寺へと移るにあたり、その付人として建仁僧堂へ転錫。後に嗣法する。
1992年8月に素堂が脳梗塞に倒れてからはその看病にあたる傍ら、法嗣弟子として建仁僧堂の法燈を守る。翌年秋からは、師の命により入室参禅、提唱の代行を務める。
1999年、臨済宗建仁寺派管長、建仁僧堂師家、建仁寺住職、霊洞院住職に就任した。以来、数多くの雲水らの指導にあたる。
2014年、「開山千光祖師栄西禅師800年大遠諱法要」を厳修した。